# Cultura del té en Marruecos

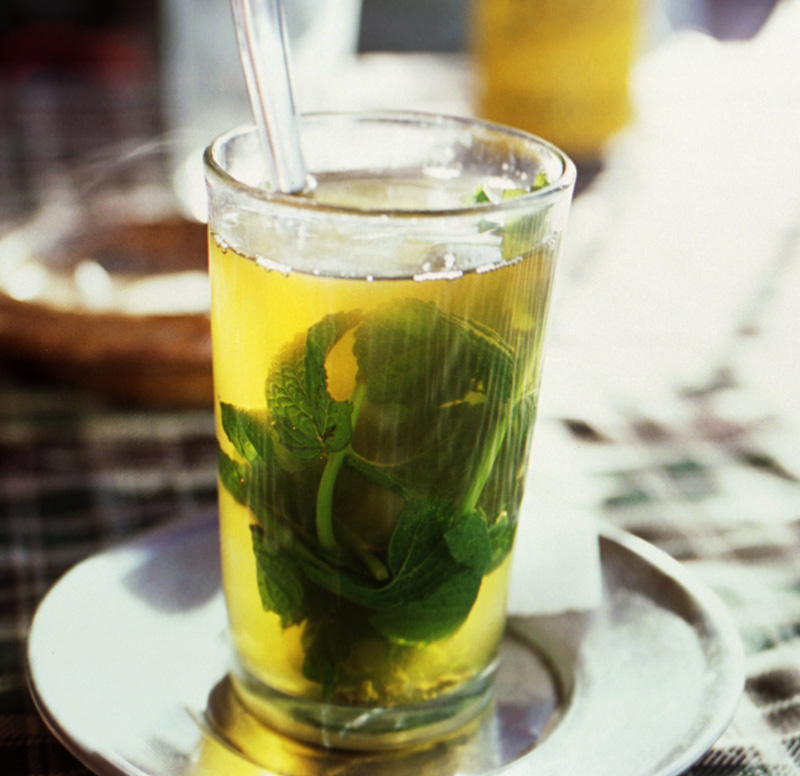
El té forma parte de la tradición cultural de Marruecos.

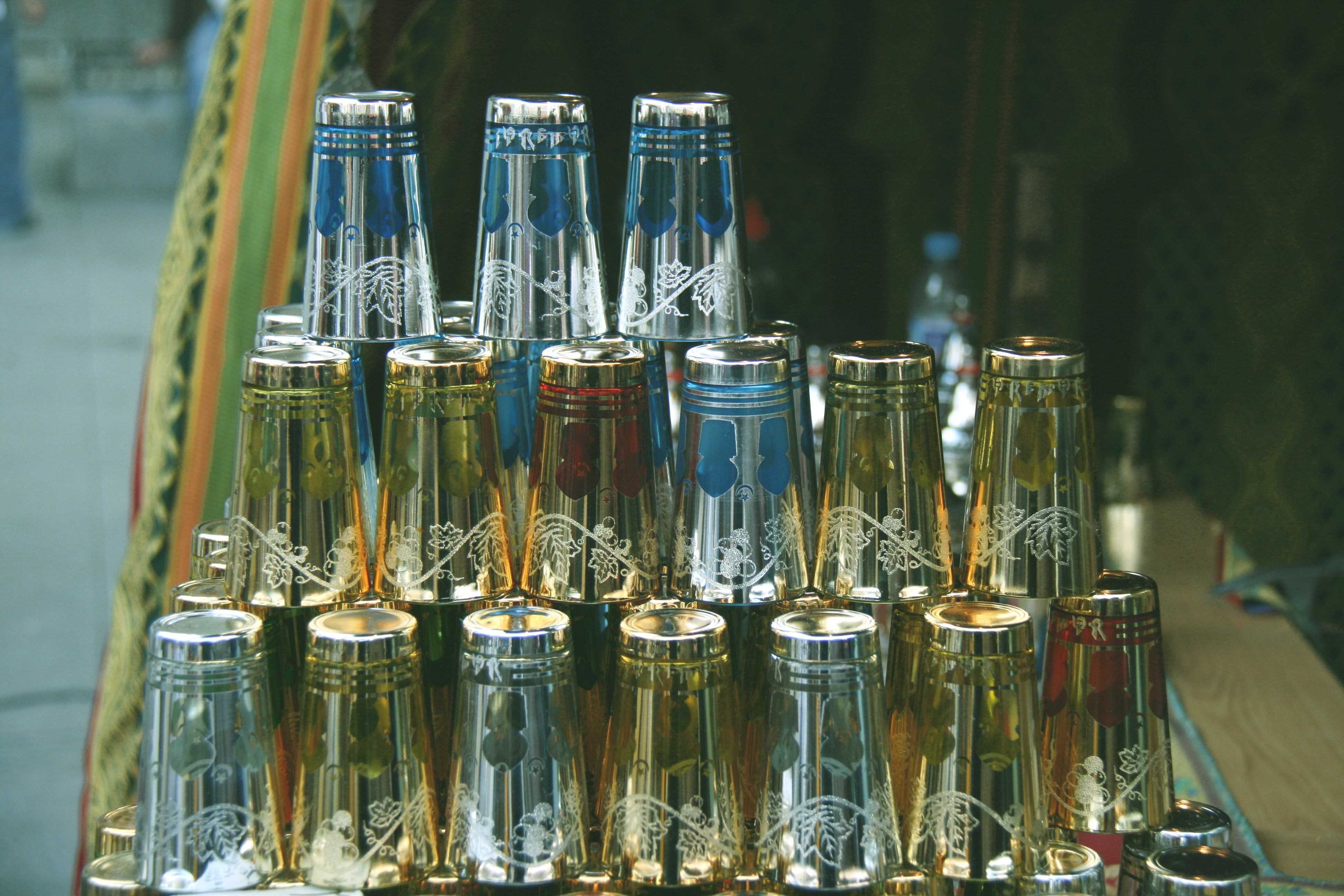
Vasos de té marroquíes.

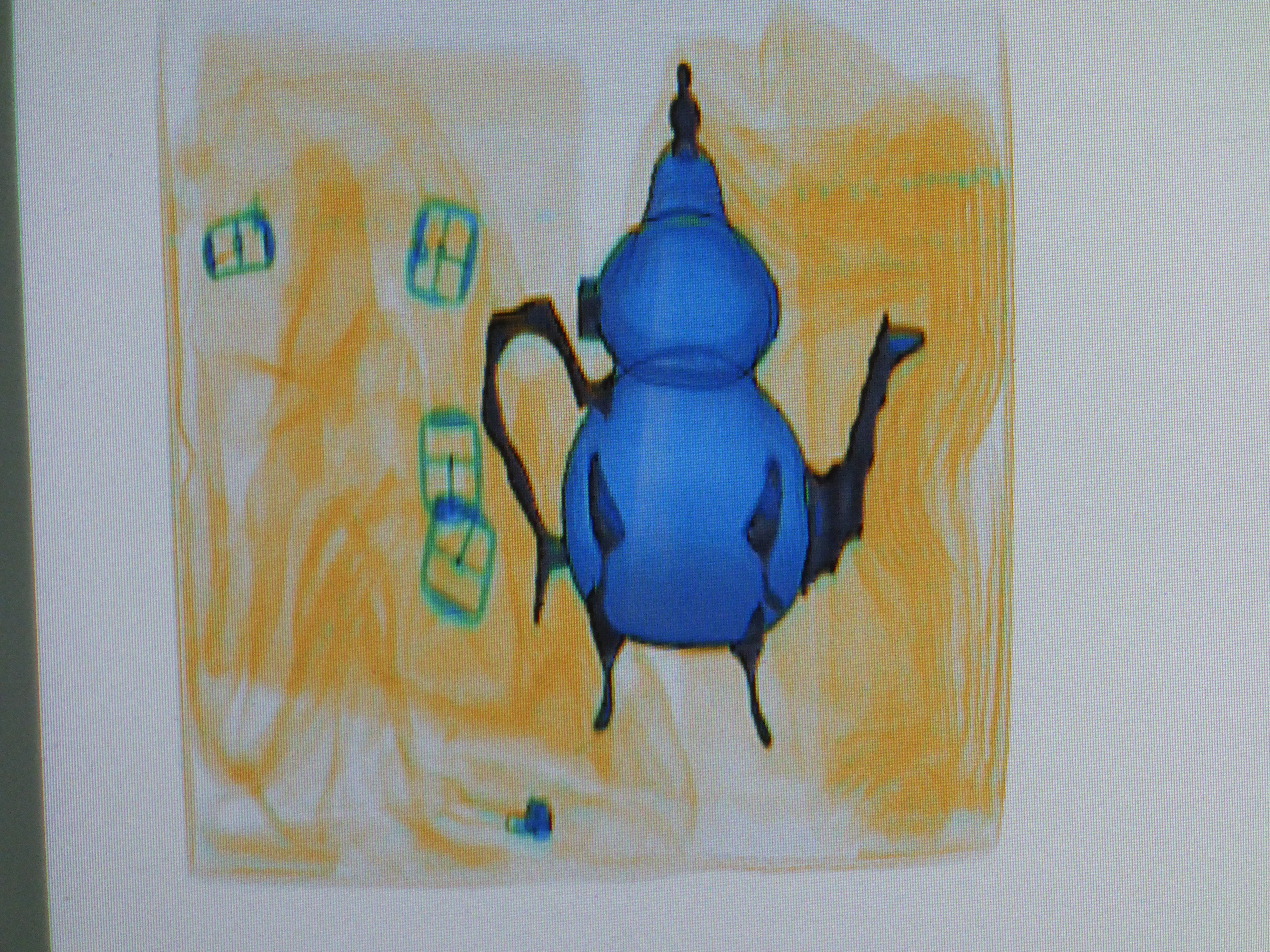
Una tetera marroquí metálica, tal como aparece en la pantalla de un escáner para equipaje de mano.

La cultura del té en Marruecos (en árabe: الشاي‎ - al-shāy , Árabe marroquí y en Tamazight: ⴰⵜⴰⵢ - اتاي - Ataí) se define por la forma y tradiciones en la forma de servir el té (exclusivamente té verde) en Marruecos, donde suele ser servido junto con los alimentos. La tradición se ha extendido a lo largo del Norte de África (zona del Magreb), partes del Sahel, y el sur de España. El té ocupa un puesto muy importante en la cultura de Marruecos y es considerada una expresión artística. Debido a su consumo Marruecos es uno de los mayores importadores de té en el mundo. Es considerado desde el punto de vista social como una bebida de cortesía y hospitalidad servido como agasajo a los huéspedes. Es considerado como una falta de educación rechazar invitación a un té. Es costumbre que el té sea elaborado por hombres (generalmente preparado por el cabeza de familia).  

## Historia
Es creencia de los investigadores que el té se introdujo en Marruecos a comienzos del siglo XIX. A pesar de ello hay noticias anteriores de Ismaíl de Marruecos que pidió como rescate de marineros europeos unas sacas de té. El escritor y viajero Paul Bowles describe los rituales del té marroquí en algunas de sus novelas.

## Servir
Se suele servir, por regla general antes y después de las comidas. Y se prepara a cualquier hora del día y la noche, siempre que un invitado entre en una casa marroquí. Por regla general se sirve en pequeños vasos de caña, plateados y decorados con diversos colores. El té posee un intenso sabor dulce y un aroma a menta. En algunas ocasiones, si la estación es la adecuada, se suele añadir algunos capullos del árbol del naranjo. 

## Preparación
No existe una forma estándar de preparación y es habitual que cada marroquí lo prepare "a su manera".  No obstante hay una forma básica que consiste en el empleo de té verde, de las variedades té Gunpowder y Chun Mee. El uso de hojas de menta frescas (secas no suelen ser aceptadas). La tetera debe estar muy limpia.